# VR Sverige
VR Sverige AB är ett svenskt företag som sedan 2011 bedriver persontransporter med buss och på järnväg. Företaget ägs av den finländska staten genom järnvägsföretaget VR Group Abp.
VR Group tog över företaget den 1 juli 2022 från brittiska Arriva och företaget bytte samtidigt namn från Arriva Sverige AB till VR Sverige AB.
I juli 2022 hade företaget 3 200 medarbetare i Sverige.

## Nuvarande avtal
- Pågatågen samt busstrafik i Helsingborg och Kristianstad på kontrakt med Skånetrafiken
- Östgötapendeln på kontrakt med Östgötatrafiken
- Tåg i Bergslagen på kontrakt med Tåg i Bergslagen AB[2]
- X-Tåget, regionaltåg i Gävleborgs län på kontrakt med X-trafik.[3]
- Busstrafik på Ekerö på kontrakt med SL.[4]

## Tidigare avtal
I augusti 2024 tog Keolis Sverige AB över busstrafiken i Västerort (Solna, Sollentuna, Sundbyberg och Bromma) som tidigare hade körts av VR Sverige.
Fram till december 2024 ansvarade VR Sverige för trafiken på Tvärbanan, Nockebybanan och Saltsjöbanan på kontrakt med SL.

## Framtida avtal
I augusti 2025 tar VR Sverige över som operatör för busstrafiken på Tyresö med ett tioårigt avtal. I december 2025 tar VR Sverige över som operatör för Norrtåg med ett tioårigt avtal och som operatör för Öresundståg med ett femårigt avtal.

## Systerbolag
I maj 2024 blev MTR Express (Sweden) AB med varumärket MTRX ett systerbolag till VR Sverige AB i och med att VR Group köpte MTRX. Bolaget bytte senare namn till VR Snabbtåg Sverige AB.